# Режиналду
Режиналду Лопес де Жесус (порт.-браз. Reginaldo Lopes de Jesus; род. 22 февраля 1993, Салвадор) — бразильский футболист, защитник клуба «Жувентуде».

## Клубная карьера
Футбольную карьеру начинал в 2012 году в составе клуба «Новоперариу». В 2014 году перешёл в бразильский клуб «Коритиба». 28 мая 2014 года в матче против клуба «Крисиума» дебютировал в бразильской Серии А (0:1).
В январе 2023 года стал игроком бразильского клуба «Агуа Санта».
В январе 2024 года подписал контракт с клубом «Ордабасы».

## Достижения
«Агуа Санта»
- Серебряный призёр лиги Паулиста: 2023

«Жувентуде»
- Серебряный призёр Серии B: 2023

## Клубная статистика
| Игровая карьера | Игровая карьера | Игровая карьера | Лига | Лига | Кубки | Кубки | Межд. | Межд. | СК | СК |
| --------------- | --------------- | --------------- | ---- | ---- | ----- | ----- | ----- | ----- | -- | -- |
| 2020            | КРБ             | Б               | 33   | 3    | —     | —     | —     | —     | —  | —  |
| 2021            | КРБ             | Б               | 36   | 0    | 6     | 0     | —     | —     | —  | —  |
| 2022            | КРБ             | Б               | 33   | 0    | 1     | 0     | —     | —     | —  | —  |
| 2023            | Агуа Санта      | ?               | 15   | 0    | —     | —     | —     | —     | —  | —  |
| 2023            | Жувентуде       | Б               | 33   | 0    | —     | —     | —     | —     | —  | —  |
| 2024            | Ордабасы        | А               | 13   | 1    | 5     | 1     | 4     | 0     | 1  | 0  |